# Космическа станция
Космическата станция е изкуствена конструкция, създадена с цел пребиваването на хора в космическото пространство. Към 2008 г. съществуват само станции в ниска околоземна орбита, наричани също орбитални станции. Космическите станции се различават от космическите кораби по отсъствието на устройства за излитане и кацане. Те са предвидени за средносрочно пребиваване в орбита, достигащо седмици, месеци и дори години.
Космическите станции се използват за изучаване на последствията от продължителния космически полет върху човешкото тяло, както и за провеждане на по-големи по брой и продължителност научни изследвания, отколкото на другите космически апарати. След злополучния полет на Союз-11 до Салют-1, всички рекорди по продължителност на пилотиран космически полет са поставени на космически станции.
Рекорди по продължителност са поставяни неколкократно:
- 437,7 дни – от Валери Поляков на борда на „Мир“ от 1994 до 1995 г.
- 742 дни – от Сергей Авдеев (на 27 август 1999 г.).

До 2005 г., на борда на „Мир“, 3 космонавта са приключили самостоятелни мисии с продължителност над година.

## Видове космически станции

### Монолитни
Общо казано, дотогава изстреляните станции са от два типа. По-ранните са „монолитни“ като Салют и Скайлаб, които се конструират и изстрелват като един сегмент, след което се обитават от екипаж. Общо взето те съдържат всичко необходимо (провизии, оборудване за експерименти и изследователска дейност и т.н.) при изстрелването си и след като бъдат обявени за „изразходвани“ се изоставят. Това позволява постоянно човешко присъствие на станцията.
Със Салют-6 и Салют-7 настъпват видими промени, защото са построени с две места за скачване, което позволява идването на втори екипаж на борда с друг космически кораб. Скайлаб също е конструиран с две места за скачване, като второто поколение станции, но втория отсек никога не е използван. Това позволява на снабдителните кораби Прогрес да се скачват и да доставят нови запаси, които да подсигурят дълготрайните мисии.

### Модулни
Втория вид, като Мир и МКС, са изградени от модули. Изстрелва се един главен модул и по-късно се изстрелват и свързват допълнителни модули, обикновено със специфична функция (за Мир модулите се изстрелват самостоятелно с ракета-носител, докато за МКС се изстрелват със Спейс Шатъл). Този метод позволява по-голяма гъвкавост на операциите и премахва необходимостта от използването на невъобразимо мощна ракета, с която да се изведе станцията. Тези станции са предвидени от самото начало да се подсигуряват от допълнителен кораб за снабдяване, който да осигурява на екипажа провизии за по-дълготраен престой на станцията.

## Употреба
Космическите станции са използвани, както за граждански, така и за военни цели. Последната използвана станция за военни цели е Салют-5 от съветската космическа програма Алмаз през 1976 – 77 г.

## Предишни и настоящи космически станции
(датите съответстват на периодите прекарани с екипаж на тях)
- Салют поредица от космически станции (СССР, 1971 – 1986)
  - Салют-1 (1971, 1 екипаж и 1 несполучливо скачване)
  - ДОС-2 (1972, провалено изстрелване)
  - Салют-2/Алмаз (1973,провал малко след изстрелването)
  - Космос 557 (1973, навлизане обратно в атмосферата 11 дни след изстрелване)
  - Салют-3/Алмаз (1974, 1 екипаж и 1 несполучливо скачване)
  - Салют-4 (1975, 2 екипажа)
  - Салют-5/Алмаз (1976 – 1977, 2 екипажа и 1 несполучливо скачване)
  - Салют-6 (1977 – 1981, 16 екипажа (5 дълги престоя, 11 кратки престоя и 1 несполучливо скачване)
  - Салют-7 (1982 – 1986, 10 екипажа (6 дълги престоя, 4 кратки престоя и 1 несполучливо скачване)

- Скайлаб космическа станция (САЩ, 1973 – 1974, 3 екипажа)

- Мир космическа станция (СССР/Русия, 1986 – 2000, 28 екипажа с дълъг престой)

- Международна космическа станция (МКС) (САЩ, Русия, Япония, Европейска космическа агенция, Канада, Бразилия, Италия 2000-настояще, 30 екипажа с дълъг престой към януари 2012)

- Тиегун поредица от космически станции (Народна република Китай)
  - Тиегун 1 (2011, 2 непилотирани скачвания)

След като Мир е свалена от орбита през 2001 г. МКС е единствената космическа станция, която е постоянно обитаема. Тя е обитаема от 3 ноември 2000, като на борда ѝ постоянно има екипаж, който се сменя периодично. Тиегун 1 приема непилотирани и пилотирани космически кораби, но не е постоянно обитаема.

### Списък на обитаваните космически станции със статистики
| Космическа станция | Картинка | Изстрелване                    | Сваляне от орбита                   | Броя на дните, в космоса    | Броя на дните, в космоса    | Екипаж и туристи                   | Посещения              | Посещения              | Маса (кг) |
| Космическа станция | Картинка | Изстрелване                    | Сваляне от орбита                   | В орбита                    | Обитавана                   | Екипаж и туристи                   | Пилотирани             | Безпилотни             | Маса (кг) |
| ------------------ | -------- | ------------------------------ | ----------------------------------- | --------------------------- | --------------------------- | ---------------------------------- | ---------------------- | ---------------------- | --------- |
| Салют-1            |          | 19 април 1971 01:40:00 UTC     | 11 октомври 1971                    | 175                         | 24                          | 3                                  | 2                      | 0                      | 18 425    |
| Скайлаб            |          | 14 май 1973 17:30:00 UTC       | 11 юли 1979 16:37:00 UTC            | 2249                        | 171                         | 9                                  | 3                      | 0                      | 77 088    |
| Салют-3            |          | 25 януари 1974 22:38:00 UTC    | 24 януари 1975                      | 213                         | 15                          | 2                                  | 1                      | 0                      | 18 500    |
| Салют-4            |          | 26 декември 1974 04:15:00 UTC  | 3 февруари 1977                     | 770                         | 92                          | 4                                  | 2                      | 1                      | 18 500    |
| Салют-5            |          | 22 януари 1976 18:04:00 UTC    | 8 август 1977                       | 412                         | 67                          | 4                                  | 2                      | 0                      | 19 000    |
| Салют-6            |          | 29 септември 1977 06:50:00 UTC | 29 юли 1982                         | 1764                        | 683                         | 33                                 | 16                     | 14                     | 19 000    |
| Салют-7            |          | 19 април 1982 19:45:00 UTC     | 7 февруари 1991                     | 3216                        | 816                         | 26                                 | 12                     | 15                     | 19 000    |
| Мир                |          | 19 февруари 1986 21:28:23 UTC  | 23 март 2001 05:50:00 UTC           | 5511                        | 4594                        | 137                                | 39                     | 68                     | 124 340   |
| МКС                |          | 20 ноември 1998                | В орбита, като се предвижда до 2020 | 9619 (към 22 март 2025)     | 8906 дни (към 22 март 2025) | 204 посетители (към 6 януари 2012) | 66 (към 6 януари 2012) | 53 (към 6 януари 2012) | 375 727   |
| Тиегун 1           |          | 29 септември 2011 13:16:03 UTC | 2013 г.                             | 4923 дни (към 22 март 2025) | 0 (към 6 януари 2012)       | 0 (към 6 януари 2012)              | 0 (към 6 януари 2012)  | 1 (към 6 януари 2012)  | 8506 kg   |

## Бъдещи разработки
Китай разработва още две космически лаборатории наречени Тиенгун 2 и Тиенгун 3, който трябва да бъдат изведени в орбита до 2016 г. След това се очаква до 2020 година страната да изведе нова станция състояща се от 3 модула с общо тегло 60 тона. Китай е поискал обществото да предложи имена и символи който да бъдат ползвани за новата Китайска космическа станция.
Компания Bigelow Aerospace разработва надуваеми обитаеми модули с търговска цел. Идеята за тези модули произлиза от проекта на НАСА ТрансХаб. Дженезис I и Дженезис II са вече изстреляни непилотирани прототипи на такава станция, създадени за да изпробват надеждността на надуваемите модули.
Бъдещите модели са Галакси, Сънденсър и BA 330, всеки от които е по-голям и по-сложен от предходния. BA 330 се очаква да бъде пилотиран производствен модел.
Проект 921-2 е роботното име на плана за конструиране на китайска пилотирана космическа станция до 2012 г.

## Космическите станции в литературата, киното и телевизията
- Научнофантастичния сериал Вавилон 5 представя идеята на сценариста Джоузеф Майкъл Стразински за космическата станция на бъдещето. Съоръжението е с дължина пет мили (8 км) и тежи два милиона и петстотин хиляди тона. Станцията се захранва от ядрен реактор и създава изкуствена гравитация за обитателите си, като се върти със скорост от 60 мили/час (96 км/ч).